# Parti sénégalais d'action socialiste
Le Parti sénégalais d'action socialiste (PSAS) est un ancien parti politique sénégalais fondé par Lamine Guèye.

## Histoire
Après sa scission avec la SFIO de l'Afrique-Occidentale française, créée par Alibert, Jules Fil et Amadou Lamine Gueye dès les années 1930, le PSAS se constitue en 1957, en tant que section du Mouvement socialiste africain (MSA).
En février 1957, le parti absorbe le Rassemblement démocratique sénégalais d'Abbas Guèye.
À la suite d'un rapprochement entre Léopold Sédar Senghor et Lamine Guèye, et après la fusion entre la Convention africaine et le MSA en 1958, le PSAS s'associe au Bloc populaire sénégalais (BPS), section sénégalaise de la Convention, pour former l'Union progressiste sénégalaise (UPS).

## Orientation
C'était un parti de gauche.

## Symboles
À l'origine, les trois couleurs du drapeau sénégalais symbolisent les trois forces politiques qui ont fusionné pour former l'Union progressiste sénégalaise. Si le vert est la couleur du Bloc démocratique sénégalais (BDS) et l'or ou le jaune celle du Mouvement populaire sénégalais (MPS), c'est le rouge qui représente le PSAS.